# Рику Корхонен
Рику Корхонен (на фински: Riku Korhonen) е финландски писател, автор на бестселъри в жанра съвременен любовен роман.

## Биография и творчество
Рику Корхонен е роден на 3 февруари 1972 г. в Турку, Финландия. Учи литература, философия, финландски език и творческо писане в Университета на Турку. Работил е като учител по финландски език и преподавател по творческо писане в Университета на Турку.
Първият му роман „Kahden ja yhden yön tarinoita“ е издаден през 2003 г. Той е удостоен с престижната награда за дебют на вестник „Хелзинки Саномат“. Адаптиран е в пиеса в театъра на Турку.
През 2008 г. е издадена книгата му „Медицински роман“. Тя бързо става национален бестселър. През 2010 г. е удостоена с Наградата за литература на Европейския съюз.
През 2009 г. се жени за актрисата и писателка Ана-Лена Харконен.
Освен като писател той е и колумнист във вестник „Хелзинки Саномат“.
Рику Корхонен живее със семейството си в Турку.

## Произведения

### Самостоятелни романи
- Kahden ja yhden yön tarinoita (2003)
- Savumerkkejä lähtöä harkitseville (2005)
- Lääkäriromaani (2008) – награда за литература на Европейския съюз
Медицински роман, изд.: ИК „Балкани“, София (2012), прев. Максим Стоев
- Hyvästi tytöt (2009)
- Nuku lähelläni: Romaani (2012)